# Zbojnícky stôl
Zbojnícky stôl (1020 m) – szczyt na Słowacji w paśmie Magury Spiskiej. Znajduje się w jej wschodniej części, w bocznym grzbiecie odbiegającym od Plontany (1107 m) na południe. Grzbiet ten oddziela doliny potoków o nazwie: Križny potok i Zálažný potok. Zbojnícky stôl od Plontany oddzielony jest przełęczą Pod Zbojníckym stôlom (1040 m), od sąsiedniej na południe Veľkej Kýčery (966 m) przełęczą Sovia poľana (891 m).
Zbojníckyi stôl jest porośnięty lasem. Jego wschodnimi zboczami w dolinie Zálažnego potoku prowadzi szlak turystyczny, ale w sporej odległości od wierzchołka.  

## Szlaki turystyczne
Drużbaki Wyżne – Sovia poľana – Pod Zbojníckym stôlom – Riňava – Kamieniarka – Przełęcz Toporzecka. Czas przejścia: 4.10 h